# Jamrud
Jamrud (Urdu جمرود Dschamrud) ist eine Stadt in der pakistanischen Provinz Khyber Pakhtunkhwa. Bis 2018 gehörte sie zu einem Stammesgebiet unter Bundesverwaltung, der Khyber Agency, einer der Federally Administered Tribal Areas von Pakistan (FATA). Der Ort liegt am Anfang des Khyberpasses im Hindu-Kush-Gebirge. Die Stadt hat eine Straßen- und Eisenbahnverbindung nach Peschawar und Landi Kotal, die nahe an der Grenze zu Afghanistan liegt. In Jamrud befindet sich das Hauptquartier der Khyber Rifles.

## Lage
Da Jamrud in der Nähe des Khyberpasses liegt, hat die Stadt und das naheliegende Fort von Jamrod sowohl für die Handelsrouten zwischen Zentralasien und Südasien als auch für die Militärstrategie Bedeutung. Der Ort ist 17 km von Peschawar entfernt und befindet sich auf 461 Meter über Meereshöhe.

## Geschichte

### Britische Zeit

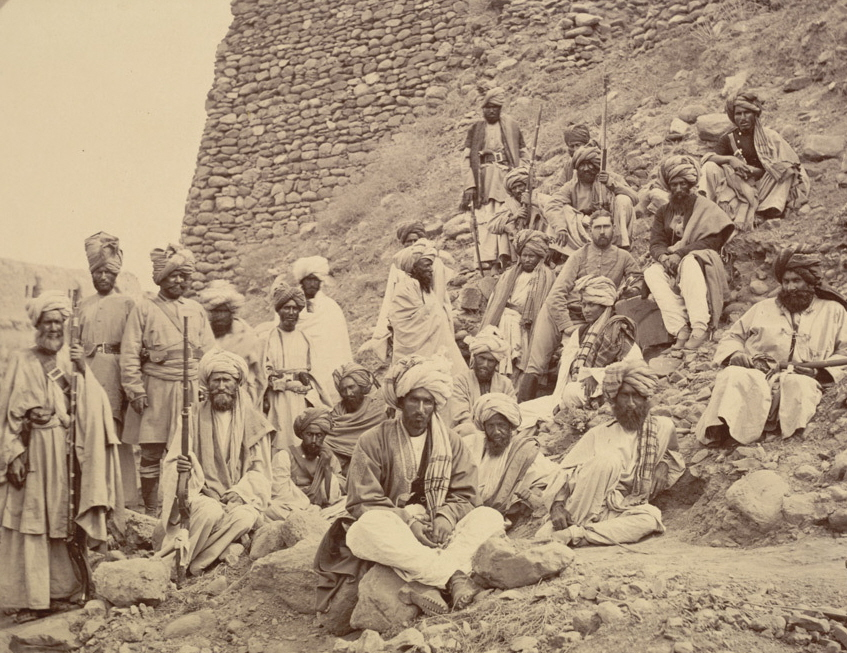
Afghanische Stammesfürsten und Britische Offiziere vor dem Fort Jamrud im Jahre 1878.

Jamrud war ein Gebiet von strategischer Bedeutung und diente als Basis für die British Indian Army während der Periode des British Raj. In den militärischen Operationen von 1878 bis 1879 wurde der Ort für die Grenzerweiterung des britischen Herrschaftsgebiets in Richtung Afghanistan bedeutsam. Das Gebiet bildete auch die Basis für die Operationen der Tirah-Kampagne, einem Religionskrieg der Afridi, in den Jahren von 1897 bis 1898. Im Ort, der 1901 1.848 Einwohner besaß, war das Hauptquartier der paramilitärischen Grenztruppen, der Khyber Rifles, und die Mautstation zur Benutzung des Khyberpasses. Auch heute ist der Ort, wegen seiner Lage an einer der wichtigsten Zuwegungen nach Afghanistan, von großer strategischer Bedeutung.

## Sonstiges
Im Ort befindet sich heute ein Bahnhof für die Eisenbahn der Chaiber-Pass-Bahnlinie. Diese Zugstrecke kann von Touristen je nach Sicherheitslage bis nach Landi Kotal kurz vor der Grenze Afghanistans mit einer Dampflokomotive befahren werden. In der Umgebung von Jamrud befinden sich Vorkommen von Marmor.